# Pingasa abyssinaria
Pingasa abyssinaria är en fjärilsart som beskrevs av Achille Guenée 1857. Pingasa abyssinaria ingår i släktet Pingasa och familjen mätare. Inga underarter finns listade i Catalogue of Life.